# Přírodní filozofie

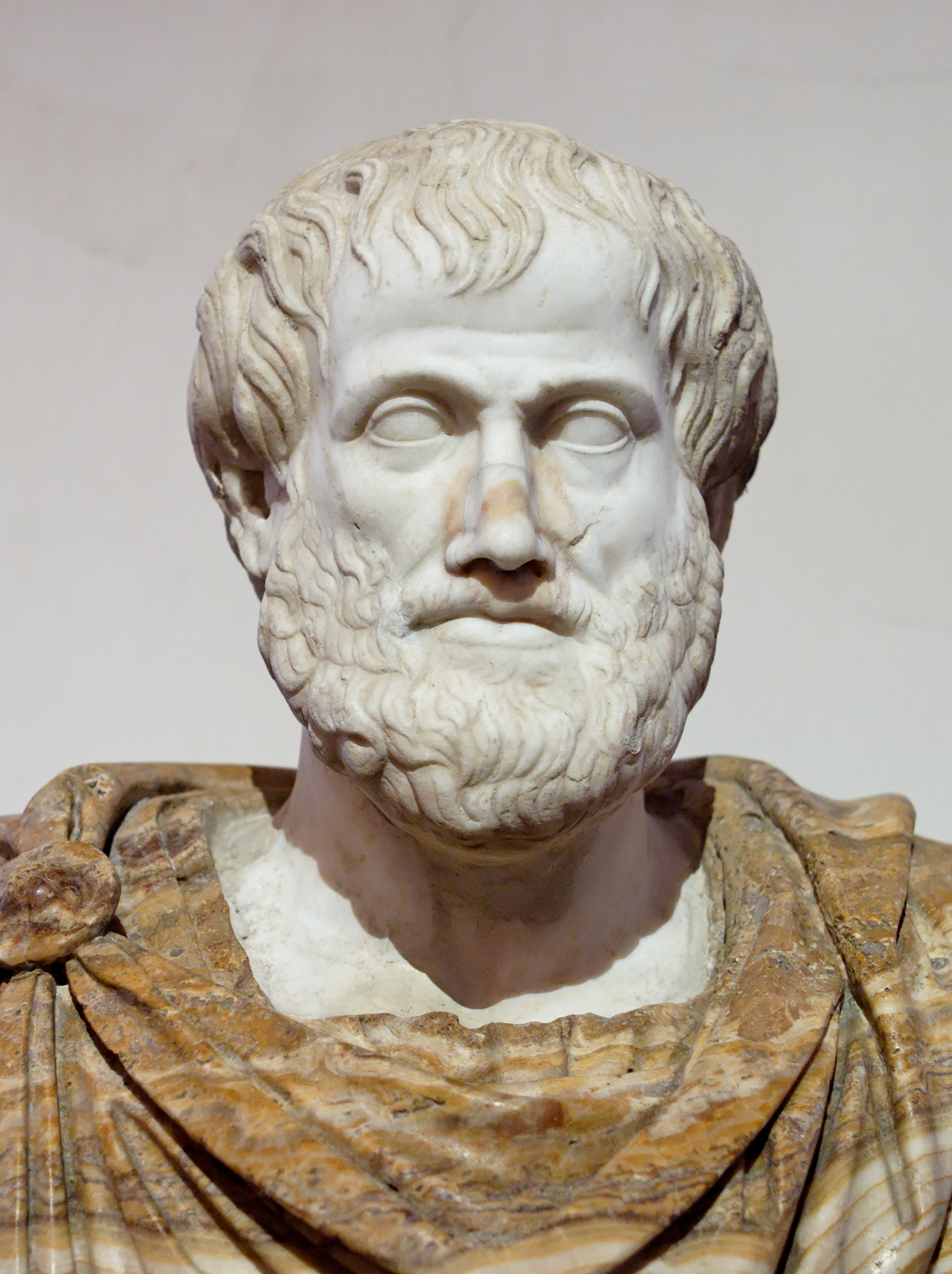
Aristotelés, významný představil přírodní filozofie, římská mramorová busta, cca 330 př. n. l.

Přírodní filozofie, latinsky philosophia naturalis, je tradiční označení pro studium přírody a fyzického světa předcházející vzniku přírodních věd a jejich oddělení od filozofie. Kromě toho se studiem přírody v téže době zaobírala také historia naturalis „přírodní historie“ a scientiae mediae/mixtae „prostřední/smíšené vědy“ zahrnující například optiku a astronomii. Na druhou stranu byla odlišována od metafyziky a matematiky. Až do 19. století pak bylo běžné že filozofové se věnovali také přírodním vědám, jejích cílům, metodám a také přicházeli s objevy: Aristotelés je považován za prvního biologa, René Descartes formuloval zásady analytické geometrie a objevil zákony odrazu a lomu vlnění světla, a Immanuel Kant je autorem mlhovinové hypotézy o vzniku planetárních soustav.
Počátky přírodní filozofie jsou spojovány se starověkým Řeckem, například s jménem Thaléta z Milétu, který v 6. století př. n. l. studoval geometrii, předpověděl zatmění slunce a spekuloval o původu veškerých přírodních jevů v jediné pralátce – vodě. Další vývoj přírodní filozofie byl ovliněn především Aristotelem a jeho spisy jako Fyzika, O nebi nebo O duši, a aristotelovský pohled na přírodu převládal v evropském myšlení až do doby vědecké revoluce. Vztah renesanční přírodní filozofie k moderní vědě je předmětem diskusí. Podle části badatelů byla moderní vědě předchůdkyní, to však vede k ignorování jejích vazeb na nauky jako magie, astrologie nebo fyziognomie.Na druhou stranu, druhá linie bádání, která klade důraz na konzervatismus renesanční přírodní filozofie a svázanost s její starověkou a středověkou předchůdkyní ignoruje řadu objevů a myšlenek které se v ní objevily. Důvodem proměny přírodní filozofie během renesance mohlo být znovuobjevení platonismu, který se více než na fyzickou realitu zameřoval na metafyzické problémy, což vedlo k jasnějšímu odlišení obou sfér bytí. Tím přestala být přírodní filozofie závislá na metafyzice a teologii a začala se vyvíjet směrem k moderní vědě.